# Chery Tiggo 3x
O Chery Tiggo 3x é um utilitário esportivo crossover de porte compacto produzido pela Chery.

## No Brasil
Se trata de um facelift do Tiggo 2 (chamado também de Tiggo 3x no exterior), que recebeu o nome Tiggo 3x no Brasil, porém convivendo com o Tiggo 2. O Tiggo 2 saiu de linha em fevereiro de 2022 e o Tiggo 3x em maio de 2022.
Foi lançado no Brasil em maio de 2021 já sendo fabricado como modelo 2022. Saiu de linha onze meses depois, quando a CAOA Chery decidiu encerrar a produção da fábrica de Jacareí (SP) para modernização.